# Liste des ordres, décorations et médailles de l'Ouzbékistan
Les prix et décorations de l’Ouzbékistan sont régis par les lois de la république d’Ouzbékistan sur les prix d’État. La plus haute distinction d'État de la république est le titre de Héros de l’Ouzbékistan. Il existe tout aussi des ordres, des médailles et des titres honorifiques de l'Ouzbékistan.

## Titres
| Image | Nom (Français/Ouzbek)                        | Description |
| ----- | -------------------------------------------- | --- |
|       | Héros de l'Ouzbékistan Oʻzbekiston qahramoni | La plus haute distinction d’Ouzbékistan. Décerné pour des actes de bravoure extrêmes ou pour un engagement et un service indéfectibles au profit de la nation. Contrairement au titre précédent de héros de l'Union soviétique, ce titre ne peut être décerné à un récipiendaire qu'une seule fois. |

## Ordres
| Image | Nom (Français/Ouzbek)                                        | Description |
| ----- | ------------------------------------------------------------ | --- |
|       | Ordre de l'indépendance Mustaqillik ordeni                   | L'ordre le plus haut de l'Ouzbékistan. |
|       | Ordre d'Amir Temur Amir Temur ordeni                         | [ 3 ] |
|       | Ordre de Jalal ad-Din Mingburnu Jaloliddin Manguberdi ordeni | Nommé d'après Jalal ad-Din Mingburnu. |
|       | Ordre du mérite exceptionnel „Buyuk xizmatlari uchun“ ordeni | |
|       | Ordre « Honneur du pays »                                    | Le 16 septembre 2017, lors de la visite officielle du président Noursoultan Nazarbaïev en Ouzbékistan, il a reçu l'ordre dont l'apparence diffère de l'image présentée. La commande a notamment été présentée sur un ruban de cou aux couleurs du drapeau national, dont l'insigne était fixé par un lien de transition métallique. |
|       | Ordre « Pour Service Généreux »                              | Il est décerné au personnel civil et militaire qui a apporté une grande contribution au développement économique et culturel, en renforçant sa capacité de défense et la sécurité nationale. |
|       | Ordre de la gloire du Travail                                | |
|       | Ordre « Pour une génération en bonne santé »                 | |
|       | Ordre Shon-Sharaf                                            | |
|       | Ordre de l'Amitié                                            | |
|       | Ordre de la bravoure                                         | |

## Médailles
| Image | Nom                               | Description |
| ----- | --------------------------------- | ----------- |
|       | Médaille « Jasorat »              |             |
|       | Médaille « Pour services loyaux » |             |
|       | Médaille « Kelajak Bunyodkori »   |             |
|       | Médaille « Gloire »               |             |

## Honneurs

### Titres honorifiques
Des titres honorifiques sont introduits pour différentes catégories de professions et de métiers. Les titres honorifiques sont accompagnés du diplôme et des insignes correspondants.

### Certificat d'honneur
Le Certificat d'honneur de la république d'Ouzbékistan est décerné aux citoyens d'Ouzbékistan et aux citoyens étrangers, ainsi qu'aux entreprises, institutions, organisations, associations publiques, équipes créatives et unités militaires et unités administratives et territoriales d'Ouzbékistan pour leurs mérites professionnels et militaires, leurs activités étatiques, sociales et créatives.